# Ivan Golovine
Pour les articles homonymes, voir Golovine.
Ivan Golovine (Ivan Golovin, Iwan Golowin, Ivan Gavrilovitch Golovin, en russe Головин, Иван Гаврилович) né le 9 septembre 1816 à Arkhangelskoe, dans la région de Tver, en Russie, décédé le 4 juin 1890 à Paris, est un économiste et publiciste d'origine russe, naturalisé anglais en 1843 et émigré en France.

## Biographie
La famille d'Ivan Golovine appartient à la noblesse russe. Élève de l'Université de Dorpat et des universités de Berlin et à Heidelberg il est diplômé en droit en 1837. En 1840, il entre au ministère des Affaires étrangères de Saint-Pétersbourg en qualité d'interprète. Il est en poste en Suède puis en France. Le chancelier Nesselrode refusant de lui donner de l'avancement il donne sa démission et quitte la Russie. À Paris il prépare, en 1843, l'édition de l'Esprit de l'économie politique qui rencontre l'hostilité du pouvoir russe. Il lui est intimé l'ordre de rentrer en Russie. Il ne le fait pas. En mars 1844, Nicolas Ier applique le verdict du tribunal le condamnant à la "perte de ses charges et titre de noble, au séquestre de ses domaines et à la déportation en Sibérie". Golovine ne se rendit plus jamais en Russie.
De 1845 à 1855 il s'exprime contre le régime tsariste de Nicolas Ier.
Durant l'été de 1846 il se rend à Londres, en compagnie de Nicolas Sazonov où il obtient la nationalité anglaise, il se déclare alors "citoyen anglais, expatrié de la Russie et auteur français". Golovine retourne en France mais il est expulsé à cause de ses prises de position sur l'affaire polonaise et de sa collaboration avec l'organe de Mickiewicz, La Tribune des Peuples. Il poursuit sa vie à l'étranger, en Angleterre, en Suisse, en Belgique, en Italie, en Allemagne et aux États-Unis et en France.

## Publications

### Ouvrages publiés en français
La Russie sous Nicolas 1, Paris, 1845, ed. Capelle, 492 p. (cet ouvrage fut traduit en suédois, en hongrois, en espagnol, en grec...) lire en ligne sur Gallica
Autocratie russe , Leipzig, 1860, Éd.H. Hübner, 142 p. lire en ligne sur Gallica
La France et l'Angleterre comparées, Turin, 1852, Schiepatti, 82 p.
Esprit de l'économie politique, Paris, 1853, Firmin Didot, frères, 368 p.
Science de la politique, Paris, 1844, Firmin Didot, 398 p. lire en ligne sur Gallica
Des économistes et des socialistes, Paris, 1845, ed. Frimin Didot frères et ed. Capelle, 38 p.
Alexandre II et la Pologne, Paris, 1863, E. Dentu, 31 p.
La Constitution russe et la Pologne, Paris, 1863, : E. Dentu, 1863, 38 p.
Histoire de Pierre Ier, appelé le Grand, Leipzig, 1861, H. Huebner, 207 p.
Histoire d'Alexandre Ier, empereur de Russie, Leipzig, 1859, W. Gerhard, 263 p.
Mémoires d'un prêtre russe, ou la Russie religieuse, Paris, 1849, C. Reinwald, 336 p.
L'amateur de tableaux, Leipzig, 1862, Robert Hoffmann, 32 p.
Manuel du marchand de tableaux, Paris, 1862, Éd. E. Dentu, 140 p.lire en ligne sur Gallica

### Ouvrages publiés, en d'autres langues
Ivan Golovine a écrit des ouvrages en russe, en allemand et en anglais.